# Eredivisie (mannenhandbal) 2016/17
De Lotto Eredivisie is de hoogste afdeling van het Nederlandse handbal bij de heren op landelijk niveau. Er nemen twaalf teams deel aan de reguliere competitie. Tijdens de aansluitende nacompetitie worden de zes ploegen, die vooraf in de BENE-League hebben gespeeld, hier aan toegevoegd. In het seizoen 2016/2017 werd OCI-LIONS landskampioen. Hercules degradeerde naar de Eerste divisie.

## Opzet
Met ingang van dit seizoen is er, voor ten minste 2 seizoenen, sprake van een gewijzigde opzet. Net als in voorgaande seizoenen, zijn de BENE-League en de eredivisie deels met elkaar verweven. De 6 "beste" ploegen van vorig seizoen, spelen eerst een volledige competitie in BENE-League verband, terwijl de overige 12 ploegen eerst een volledige reguliere competitie in eredivisie verband spelen.
Na beëindiging van deze 2 competities worden de 18 ploegen bij elkaar gevoegd, waarbij:
- De 4 Nederlandse teams, die in BENE-League als hoogste zijn geëindigd, gaan strijden voor het Nederlands kampioenschap. Deze 4 teams komen daarnaast volgend seizoen weer in de BENE-League uit. Op nationaal niveau worden dit uiteindelijk de teams op de plaatsen 1 t/m 4 in de eindrangschikking.
- De 2 Nederlandse teams, die in BENE-League als laagste zijn geëindigd, plus de 2 teams, die in het reguliere eredivisie seizoen als hoogste zijn geëindigd, gaan strijden voor 2 plekken in de BENE-League van volgend seizoen. De 2 "verliezende" teams spelen volgend seizoen in de reguliere competitie van de eredivisie. Op nationaal nivo worden dit uiteindelijk de teams op de plaatsen 5 t/m 8 in de eindrangschikking.
- De 8 teams, die in het reguliere eredivisie seizoen op de plaatsen 3 t/m 10 zijn geëindigd, spelen zogenaamde runner-up wedstrijden voor uiteindelijk de plaatsen 9 t/m 16 in de eindrangschikking op nationaal niveau.
- De 2 teams, die in het reguliere eredivisie seizoen als laagste zijn geëindigd, plus de 4 periodekampioenen van de eerste divisie, gaan strijden voor 1 plek in de eredivisie van volgend seizoen. De 5 "verliezende" teams spelen volgend seizoen in de eerste divisie. De vrijgekomen plek wordt ingenomen door de kampioen van de eerste divisie. Voor de 2 eredivisie ploegen, van dit seizoen, geldt dat zij uiteindelijk op nationaal niveau de teams op de plaatsen 17 en 18 worden.

## Teams
| · Venlo-Swift 2000 HARO AES Aristos Aalsmeer Bevo HC E&O Lions Volendam Hurry-Up Den Haag Houten Quintus Tachos Teams die uitkomen in de eredivisie. · Trams die uitkomen alleen uitkomen in de BENE-League en 00kampioenspoule · Teams zowel in de eredivisie als de BENE-League | 00000000 | · Hellas Hercules Teams in de Gemeente Den Haag. |

| Ploeg                                   | Plaats           | Provincie     | Trainer(s)                                                              | Hal                       |
| Eredivisie                              | Eredivisie       | Eredivisie    | Eredivisie                                                              | Eredivisie                |
| --------------------------------------- | ---------------- | ------------- | ----------------------------------------------------------------------- | ------------------------- |
| FIQAS/Aalsmeer 2                        | Aalsmeer         | Noord-Holland | Bart Neeft                                                              | De Bloemhof               |
| AES Arnhem                              | Arnhem           | Gelderland    | Arthur Langedijk                                                        | Elderveld                 |
| DEF-Fire/Aristos                        | Amsterdam        | Noord-Holland | Ken van Hasselt                                                         | Aristoshal                |
| Targos Bevo HC 2                        | Panningen        | Limburg       | Ruud Flos                                                               | De Heuf                   |
| Oosting Metaal Recycling/E&O            | Emmen            | Drenthe       | Edwin Kippers                                                           | Angelslo                  |
| HARO                                    | Rotterdam        | Zuid-Holland  | Danny Baijens Miki Zornic                                               | Albeda College            |
| AJ Sports/Hellas                        | 's-Gravenhage    | Zuid-Holland  | Giovanni Voskuil                                                        | Hellashal                 |
| Hercules                                | 's-Gravenhage    | Zuid-Holland  | Jelle Jorna Maarten Roestenburg ontslagen in november 2016              | Boswijk                   |
| Alphadeur/Houten                        | Houten           | Utrecht       | Hans van Dijk                                                           | The Dome                  |
| OCI-LIONS 2                             | Sittard-Geleen   | Limburg       | Bart Hofmeyer                                                           | Glanerbrook               |
| RED-RAG/Tachos                          | Waalwijk         | Noord-Brabant | Erwin Jansen Frank van Ommen & Edgar van Mierlo ontslagen in april 2017 | De Slagen                 |
| Cabooter Group/HandbaL Venlo-Swift 2000 | Venlo - Roermond | Limburg       | Robin Gielen                                                            | Craneveld Jo Gerrishallen |
| BENE-League                             |                  |               |                                                                         |                           |
| FIQAS/Aalsmeer                          | Aalsmeer         | Noord-Holland | Will Plugge René Romeijn ontslagen in oktober 2016                      | De Bloemhof               |
| Targos Bevo HC                          | Panningen        | Limburg       | Harold Nüsser                                                           | De Heuf                   |
| JMS/Hurry-Up                            | Zwartemeer       | Drenthe       | Martin Vlijm                                                            | De Eendracht              |
| OCI-LIONS                               | Sittard-Geleen   | Limburg       | Mark Schmetz                                                            | Fitland XL                |
| Koornneef Werving & Selectie/Quintus    | Kwintsheul       | Zuid-Holland  | René Zwinkels                                                           | Eekhout Hal               |
| KRAS/Volendam                           | Volendam         | Noord-Holland | Piotr Konitz                                                            | Opperdam                  |

## Stand
| Pos | Team                                    | Wed | W  | G | V  | Ptn | DV  | DT  | +/−  | Opmerking                           |
| --- | --------------------------------------- | --- | -- | - | -- | --- | --- | --- | ---- | ----------------------------------- |
| 1   | Oosting Metaal Recycling/E&O            | 22  | 19 | 0 | 3  | 38  | 684 | 499 | +185 | Gekwalificeerd voor kampioenspoule  |
| 2   | AES Arnhem                              | 22  | 17 | 3 | 2  | 37  | 694 | 548 | +146 | Gekwalificeerd voor kampioenspoule  |
| 3   | OCI-LIONS 2                             | 22  | 16 | 1 | 5  | 33  | 642 | 554 | +88  | Gekwalificeerd voor degradatiepoule |
| 4   | AJ Sports/Hellas                        | 22  | 13 | 1 | 8  | 27  | 560 | 546 | +14  | Gekwalificeerd voor degradatiepoule |
| 5   | Alphadeur/Houten                        | 22  | 12 | 2 | 8  | 26  | 615 | 581 | +34  | Gekwalificeerd voor degradatiepoule |
| 6   | RED-RAG/Tachos                          | 22  | 10 | 4 | 8  | 24  | 574 | 547 | +27  | Gekwalificeerd voor degradatiepoule |
| 7   | FIQAS/Aalsmeer 2                        | 22  | 12 | 0 | 10 | 24  | 569 | 595 | −26  | Gekwalificeerd voor degradatiepoule |
| 8   | Cabooter Group/HandbaL Venlo-Swift 2000 | 22  | 8  | 2 | 12 | 18  | 570 | 593 | −23  | Gekwalificeerd voor degradatiepoule |
| 9   | Targos Bevo HC 2                        | 22  | 5  | 2 | 15 | 12  | 579 | 676 | −97  | Gekwalificeerd voor degradatiepoule |
| 10  | DEF-Fire/Aristos                        | 22  | 5  | 1 | 16 | 11  | 531 | 624 | −93  | Gekwalificeerd voor degradatiepoule |
| 11  | Hercules                                | 22  | 3  | 2 | 17 | 8   | 509 | 620 | −111 | Gekwalificeerd voor degradatiepoule |
| 12  | HARO                                    | 22  | 3  | 0 | 19 | 6   | 529 | 673 | −144 | Gekwalificeerd voor degradatiepoule |

## Uitslagen
|                                         | AAL     | AES     | ARI     | BEV     | E&O     | HAR     | HEL     | HER     | HOU     | LIO     | TAC     | VEN     |
| --------------------------------------- | ------- | ------- | ------- | ------- | ------- | ------- | ------- | ------- | ------- | ------- | ------- | ------- |
| FIQAS/Aalsmeer 2                        |         | 27 - 28 | 23 - 34 | 29 - 27 | 24 - 31 | 30 - 26 | 28 - 17 | 26 - 23 | 29 - 24 | 21 - 25 | 26 - 25 | 20 - 16 |
| AES Arnhem                              | 38 - 23 |         | 37 - 21 | 50 - 21 | 21 - 34 | 33 - 19 | 24 - 21 | 32 - 22 | 34 - 24 | 29 - 24 | 28 - 24 | 33 - 26 |
| DEF-Fire/Aristos                        | 23 - 27 | 24 - 32 |         | 25 - 22 | 27 - 33 | 24 - 25 | 20 - 23 | 24 - 24 | 22 - 30 | 28 - 31 | 16 - 20 | 26 - 29 |
| Targos Bevo HC 2                        | 27 - 29 | 31 - 31 | 35 - 32 |         | 15 - 22 | 29 - 26 | 23 - 24 | 24 - 24 | 33 - 34 | 34 - 37 | 29 - 31 | 27 - 22 |
| Oosting Metaal Recycling/E&O            | 30 - 21 | 25 - 24 | 38 - 14 | 30 - 18 |         | 43 - 15 | 26 - 17 | 32 - 20 | 26 - 24 | 27 - 30 | 27 - 21 | 34 - 27 |
| HARO                                    | 26 - 28 | 28 - 32 | 24 - 21 | 31 - 39 | 24 - 40 |         | 19 - 31 | 29 - 20 | 26 - 30 | 25 - 29 | 25 - 28 | 26 - 28 |
| AJ Sports/Hellas                        | 35 - 23 | 19 - 36 | 36 - 24 | 37 - 28 | 21 - 32 | 27 - 26 |         | 21 - 19 | 24 - 27 | 24 - 23 | 19 - 19 | 25 - 21 |
| Hercules                                | 30 - 29 | 23 - 29 | 28 - 32 | 34 - 25 | 19 - 34 | 32 - 27 | 23 - 35 |         | 23 - 29 | 23 - 24 | 24 - 26 | 20 - 24 |
| Alphadeur/Houten                        | 23 - 33 | 28 - 33 | 34 - 24 | 35 - 22 | 30 - 33 | 31 - 23 | 26 - 24 | 28 - 15 |         | 29 - 35 | 21 - 21 | 23 - 23 |
| OCI-LIONS 2                             | 37 - 22 | 24 - 30 | 24 - 25 | 38 - 20 | 34 - 33 | 29 - 19 | 19 - 23 | 32 - 16 | 27 - 26 |         | 26 - 26 | 30 - 29 |
| RED-RAG/Tachos                          | 25 - 23 | 28 - 28 | 22 - 23 | 30 - 15 | 27 - 29 | 34 - 19 | 35 - 29 | 26 - 23 | 27 - 30 | 25 - 33 |         | 20 - 24 |
| Cabooter Group/HandbaL Venlo-Swift 2000 | 25 - 28 | 32 - 32 | 27 - 22 | 25 - 35 | 26 - 25 | 35 - 21 | 25 - 28 | 32 - 24 | 24 - 29 | 20 - 31 | 30 - 34 |         |

## Nacompetitie

### Degradatiepoules

#### Stand poule A
| Pos | Team             | Wed | W | G | V | Ptn | DV  | DT  | +/− | Opmerking                                      |
| --- | ---------------- | --- | - | - | - | --- | --- | --- | --- | ---------------------------------------------- |
| 1   | OCI-LIONS 2      | 8   | 5 | 1 | 2 | 11  | 224 | 218 | +6  |                                                |
| 2   | FIQAS/Aalsmeer 2 | 8   | 4 | 1 | 3 | 9   | 232 | 213 | +19 |                                                |
| 3   | Alphadeur/Houten | 8   | 3 | 2 | 3 | 8   | 205 | 218 | −13 |                                                |
| 4   | Targos Bevo HC 2 | 8   | 3 | 0 | 5 | 6   | 212 | 216 | −4  |                                                |
| 5   | Hercules         | 8   | 2 | 2 | 4 | 6   | 219 | 227 | −8  | Speelt Best of Two voor degradatie/handhaving. |

#### Uitslagen poule A
|                  | AAL     | BEV     | HER     | HOU     | LIO     |
| ---------------- | ------- | ------- | ------- | ------- | ------- |
| FIQAS/Aalsmeer 2 |         | 28 - 21 | 30 - 30 | 32 - 24 | 37 - 24 |
| Targos Bevo HC 2 | 31 - 27 |         | 29 - 25 | 22 - 23 | 25 - 28 |
| Hercules         | 28 - 33 | 29 - 27 |         | 27 - 30 | 28 - 32 |
| Alphadeur/Houten | 29 - 23 | 29 - 31 | 21 - 21 |         | 23 - 36 |
| OCI-LIONS 2      | 26 - 22 | 27 - 26 | 25 - 31 | 26 - 26 |         |

#### Stand poule B
| Pos | Team                                    | Wed | W | G | V | Ptn | DV  | DT  | +/− | Opmerking                                      |
| --- | --------------------------------------- | --- | - | - | - | --- | --- | --- | --- | ---------------------------------------------- |
| 1   | AJ Sports/Hellas                        | 8   | 6 | 1 | 1 | 13  | 222 | 188 | +34 |                                                |
| 2   | Cabooter Group/HandbaL Venlo-Swift 2000 | 8   | 4 | 1 | 3 | 9   | 210 | 209 | +1  |                                                |
| 3   | RED-RAG/Tachos                          | 8   | 4 | 0 | 4 | 8   | 189 | 182 | +7  |                                                |
| 4   | DEF-Fire/Aristos                        | 8   | 3 | 0 | 5 | 6   | 179 | 202 | −23 |                                                |
| 5   | HARO                                    | 8   | 1 | 2 | 5 | 4   | 191 | 210 | −19 | Speelt Best of Two voor degradatie/handhaving. |

#### Uitslagen poule B
|                                         | ARI     | HAR     | HEL     | TAC     | VEN     |
| --------------------------------------- | ------- | ------- | ------- | ------- | ------- |
| DEF-Fire/Aristos                        |         | 26 - 21 | 18 - 30 | 15 - 18 | 24 - 27 |
| HARO                                    | 27 - 28 |         | 24 - 24 | 24 - 22 | 26 - 26 |
| AJ Sports/Hellas                        | 29 - 26 | 33 - 25 |         | 25 - 23 | 34 - 25 |
| RED-RAG/Tachos                          | 21 - 22 | 25 - 20 | 22 - 24 |         | 32 - 28 |
| Cabooter Group/HandbaL Venlo-Swift 2000 | 29 - 20 | 26 - 24 | 25 - 23 | 24 - 26 |         |

### Kruisfinales

#### Kruisfinale 9e t/m 12e plaats
|  | Halve finale                            | Halve finale     |                  |        | 9e & 10e plaats | 9e & 10e plaats |
|  |                                         |                  |                  |        |                 |                 |
|  |                                         |                  |                  |        |                 |                 |
|  |                                         |                  |                  |        |                 |                 |
|  | Cabooter Group/HandbaL Venlo-Swift 2000 | 290017           |                  |        |                 |                 |
|  | Cabooter Group/HandbaL Venlo-Swift 2000 | 290017           |                  |        |                 |                 |
|  | OCI-LIONS 2                             | 310035           |                  |        |                 |                 |
|  | OCI-LIONS 2                             | 310035           | OCI-LIONS 2      | 320029 |                 |                 |
|  |                                         |                  | OCI-LIONS 2      | 320029 |                 |                 |
|  |                                         | AJ Sports/Hellas | 230029           |        |                 |                 |
|  | FIQAS/Aalsmeer 2                        | AJ Sports/Hellas | 230029           | 330025 |                 |                 |
|  | FIQAS/Aalsmeer 2                        |                  |                  | 330025 |                 |                 |
|  | AJ Sports/Hellas                        | 360040           |                  |        |                 |                 |
|  | AJ Sports/Hellas                        | 360040           | 11e & 12e plaats |        |                 |                 |
|  |                                         |                  |                  |        |                 |                 |
|  |                                         |                  |                  |        |                 |                 |
|  |                                         |                  |                  |        |                 |                 |
|  | Cabooter Group/HandbaL Venlo-Swift 2000 | 340030           |                  |        |                 |                 |
|  | Cabooter Group/HandbaL Venlo-Swift 2000 | 340030           |                  |        |                 |                 |
|  | FIQAS/Aalsmeer 2                        | 290031           |                  |        |                 |                 |

#### Best of Two 13e & 14e plaats
| 13 mei 2017 | RED-RAG/Tachos | 33 - 18 | Alphendeur/Houten |

| 20 mei 2017 | Alphendeur/Houten | 35 - 33 | RED-RAG/Tachos |

#### Best of Two 15e & 16e plaats
| 13 mei 2017 | DEF-Fire/Aristos | 30 - 30 | Targos Bevo HC 2 |

| 20 mei 2017 | Targos Bevo HC 2 | 23 - 29 | DEF-Fire/Aristos |

#### Best of Two 17e & 18e plaats
| 13 mei 2017 | HARO | 29 - 26 | Hercules |

| 20 mei 2017 | Hercules | 31 - 33 | HARO |

#### Best of Two promotie/degradatie/handhaving
- Nieuwegein winnaar van Nacompetitie Eerste Divisie.

| 28 mei 2017 | Nieuwegein | 21 - 28 | HARO |

| 3 juni 2017 | HARO | 35 - 22 | Nieuwegein |

### Kampioenspoules

#### Stand poule A
| Pos | Team                                 | Wed | W | G | V | Ptn | DV  | DT  | +/− | Opmerking                                                         |
| --- | ------------------------------------ | --- | - | - | - | --- | --- | --- | --- | ----------------------------------------------------------------- |
| 1   | OCI-LIONS                            | 6   | 5 | 0 | 1 | 10  | 206 | 149 | +57 | Kruisfinale voor plaats 1 t/m 4 Speelt in de BENE-League Handball |
| 2   | FIQAS/Aalsmeer                       | 6   | 5 | 0 | 1 | 10  | 170 | 151 | +19 | Kruisfinale voor plaats 1 t/m 4 Speelt in de BENE-League Handball |
| 3   | Koornneef Werving & Selectie/Quintus | 6   | 1 | 0 | 5 | 2   | 145 | 174 | −29 | Speelt in BENE-League Handball                                    |
| 4   | AES Arnhem                           | 6   | 1 | 0 | 5 | 2   | 151 | 198 | −47 |                                                                   |

#### Uitslagen poule A
|                                      | AAL     | AES     | LIO     | QUI     |
| ------------------------------------ | ------- | ------- | ------- | ------- |
| FIQAS/Aalsmeer                       |         | 35 - 20 | 28 - 25 | 26 - 20 |
| AES Arnhem                           | 26 - 30 |         | 26 - 38 | 29 - 31 |
| OCI-LIONS                            | 37 - 27 | 38 - 23 |         | 36 - 21 |
| Koornneef Werving & Selectie/Quintus | 23 - 24 | 26 - 27 | 24 - 32 |         |

#### Stand poule B
| Pos | Team                         | Wed | W | G | V | Ptn | DV  | DT  | +/− | Opmerking                                                        |
| --- | ---------------------------- | --- | - | - | - | --- | --- | --- | --- | ---------------------------------------------------------------- |
| 1   | KRAS/Volendam                | 6   | 4 | 1 | 1 | 9   | 188 | 159 | +29 | Kruisfinale voor plaats 1 t/m 4 Speelt in de BENE-League 2017/18 |
| 2   | JMS/Hurry-Up                 | 6   | 4 | 1 | 1 | 9   | 179 | 162 | +17 | Kruisfinale voor plaats 1 t/m 4 Speelt in de BENE-League 2017/18 |
| 3   | Targos Bevo HC               | 6   | 3 | 0 | 3 | 6   | 171 | 151 | +20 | Speelt in BENE-League 2018/19                                    |
| 4   | Oosting Metaal Recycling/E&O | 6   | 0 | 0 | 6 | 0   | 132 | 198 | −66 |                                                                  |

#### Uitslagen poule B
|                              | BEV     | E&O     | HUR     | VOL     |
| ---------------------------- | ------- | ------- | ------- | ------- |
| Targos Bevo HC               |         | 35 - 15 | 32 - 25 | 27 - 29 |
| Oosting Metaal Recycling/E&O | 21 - 23 |         | 20 - 27 | 23 - 35 |
| JMS/Hurry-Up                 | 32 - 28 | 38 - 27 |         | 27 - 27 |
| KRAS/Volendam                | 29 - 26 | 40 - 26 | 28 - 30 |         |

### Kruisfinales/Best of Two 5e t/m 8e plaats

##### Best of Two 7e & 8e plaats
| 13 mei 2017 | AES Arnhem | 34 - 31 | Oosting Metaal Recycling/E&O |

| 20 mei 2017 | Oosting Metaal Recycling/E&O | 32 - 29 | AES Arnhem |

##### Best of Two 5e & 6e plaats
| 13 mei 2017 | Koornneef Werving & Selectie/Quintus | 27 - 29 | Targos Bevo HC |

| 20 mei 2017 | Targos Bevo HC | 38 - 32 | Koornneef Werving & Selectie/Quintus |

#### Kruisfinales
| 19 april 2017 | JMS/Hurry-Up | 29 - 33 | OCI-LIONS |

| 25 april 2017 | OCI-LIONS | 30 - 29 | JMS/Hurry-Up |

| 23 april 2017 | FIQAS/Aalsmeer | 23 - 21 | KRAS/Volendam |

| 29 april 2017 | KRAS/Volendam | 26 - 21 | FIQAS/Aalsmeer |

##### 3e & 4e plaats
| 13 mei 2017 | FIQAS/Aalsmeer | 29 - 27 | JMS/Hurry-Up |

| 20 mei 2017 | JMS/Hurry-Up | 27 - 21 | FIQAS/Aalsmeer |

## Best of Three
| 13 mei 2017 | OCI-LIONS | 30 - 23 | KRAS/Volendam | Fitland XL, Sittard |
| 13 mei 2017 |           |         |               | Fitland XL, Sittard |
| 13 mei 2017 |           |         |               | Fitland XL, Sittard |

| 21 mei 2017 | KRAS/Volendam | 23 - 22 | OCI-LIONS | Oppderdam, Volendam |
| 21 mei 2017 |               |         |           | Oppderdam, Volendam |
| 21 mei 2017 |               |         |           | Oppderdam, Volendam |

| 3 juni 2017 | OCI-LIONS | 28 - 27 | KRAS/Volendam | Fitland XL, Sittard |
| 3 juni 2017 |           |         |               | Fitland XL, Sittard |
| 3 juni 2017 |           |         |               | Fitland XL, Sittard |

## Einduitslag
| 1.  | OCI-LIONS                            | - BENE-League 2017/18 + EHF Cup               |
| 2.  | KRAS/Volendam                        | - BENE-League 2017/18 + EHF Cup               |
| 3.  | JMS/Hurry-Up                         | - BENE-League 2017/18                         |
| 4.  | FIQAS/Aalsmeer                       | - BENE-League 2017/18                         |
| 5.  | Targos Bevo HC                       | - BENE-League 2017/18                         |
| 6.  | Koornneef Werving & Selectie/Quintus | - BENE-League 2017/18                         |
| 7.  | AES Arnhem                           |                                               |
| 8.  | Oosting Metaal Recycling/E&O         |                                               |
| 9.  | OCI-LIONS 2                          |                                               |
| 10. | AJ Sports/Hellas                     |                                               |
| 11. | Cabooter/HandbaL Venlo-Swift 2000    |                                               |
| 12. | FIQAS/Aalsmeer 2                     |                                               |
| 13. | RED-RAG/Tachos                       |                                               |
| 14. | Alphendeur/Houten                    |                                               |
| 15. | DEF-Fire/Aristos                     |                                               |
| 16. | Targos Bevo HC 2                     |                                               |
| 17. | HARO                                 |                                               |
| 18. | Hercules                             | - Gedegradeerd naar de Eerste divisie 2017/18 |

## Beste handballers van het jaar
Door de coaches zijn bij de heren de volgende spelers verkozen tot beste handballers van het jaar:
| Categorie    | Winnaar              | Club           |
| ------------ | -------------------- | -------------- |
| Beste keeper | Luuk Hoiting         | OCI-LIONS      |
| Beste speler | Samir Benghanem      | FIQAS/Aalsmeer |
| Talent       | Mark van den Beucken | TBV Lemgo      |